# Freeform hardcore
Freeform hardcore – podgatunek muzyki hardcore będący odmianą muzyki hard dance, uważaną za drugą (obok UK hardcore) ścieżkę ewolucji nurtu happy hardcore. Utwory freeformowe cechują się równie szybkim jak UK hardcore tempem i podobną techniką produkcji, mają jednak bardziej złożoną strukturę brzmieniową (silny wpływ stylistyki hard trance i NRG).

## Historia
Za pierwszą oficjalnie freeformową kompozycję uznaje się wydany w 1997 roku utwór "Ultraworld 5" (DJ Eclipse). Podobnie jak w przypadku UK hardcore, moment oddzielenia się nowego brzmienia od happy hardcore jest trudny do jednoznacznego uchwycenia. Nazwę "freeform hardcore" wprowadził i rozpowszechnił DJ Sharkey, uważany przez większość fanów za ojca nowego gatunku. Przez pewien czas, kiedy granica pomiędzy "starym" a "nowym" brzmieniem nie była jeszcze dostatecznie wyraźna, pierwsze freeformowe produkcje określano mianem trancecore.
Prekursorzy gatunku - przede wszystkim Sharkey - zaczęli "przemycać" nowe brzmienia do swoich DJ setów i albumów. Pod koniec 1998 roku współpracujący z Sharkeyem Kevin Energy założył wytwórnię Nu Energy, która - mimo trudnego startu - znalazła uznanie w oczach części fanów happy hardcore. Kevinowi udało się pozyskać do współpracy nowych producentów, co przyczyniło się do szybkiego wzrostu popularności freeformu wśród brytyjskich raverów. Z czasem w obrębie Nu Energy powstały nowe wytwórnie, tworząc wspólnie Nu Energy Collective.
W miarę upływu czasu (i rozwoju sceny) zaczęły dominować brzmienia zapożyczone z hard trance, coraz wyraźniej kontrastujące ze "starym" happy hardcore. Ewolucja ta przyciągnęła do gatunku fanów pokrewnych brzmieniowo gatunków z rodziny hardcore, hard dance i trance, a freeform zaczął być postrzegany jako gatunek równorzędny wobec UK hardcore, stanowiący dla niego uzupełnienie, rozwinięcie lub alternatywę.
W roku 2002 grupa fińskich producentów - Karri K, Nemes oraz Carbon Based - zaczęła produkować utwory o brzmieniu charakterystycznym dla NRG, lecz cechującym się szybszym tempem i większą melodyjnością. Rok później dołączyli do nich Alek Szahala i DJ RX; tak powstały kolektyw wydawaną przez siebie muzykę zaczął określać mianem FINRG. Nowy styl szybko zyskał popularność w Finlandii i poza jej granicami, co zaowocowało m.in. nawiązaniem współpracy z brytyjską sceną freeformową.
Freeform hardcore produkowany w USA i Kanadzie czerpie inspirację zarówno z brytyjskiego, jak i fińskiego brzmienia. Uogólniając, północnoamerykańskie produkcje mają eksperymentalny charakter i częściej cechują się mrocznym, technicznym brzmieniem (tzw. dark freeform).

## Charakterystyka
Freeform strukturalnie przypomina UK hardcore (tempo 170-190 bpm, trance'owa linia basowa, rytmika zwykle 4/4). Istotne różnice to m.in. obecność większej liczby ścieżek instrumentalnych, bardziej złożone linie melodyczne, intensywne wykorzystanie dźwięków typowych dla syntezatora Roland TB-303 (czyli tzw. kwasu - acid), rzadsze sięganie po wokale. Sama konstrukcja utworów jest dość schematyczna, choć daje się zauważyć większą niż w przypadku UK hardcore skłonność do eksperymentowania.
Istotna różnica pomiędzy brytyjską a fińską szkołą freeform hardcore polega z jednej strony na większej różnorodności stosowanych przez Finów brzmień, z drugiej zaś na tym, że w produkcji UK freeformu większy nacisk kładzie się na efektowne (często euforyczne) refreny; w FINRG dość typowe jest opieranie całej kompozycji na mniej zaakcentowanym, za to obecnym przez cały lub prawie cały utwór motywie. Trudno tu jednak mówić o regule - obie sceny intensywnie się przenikają.
Równie niewyraźny jest podział pomiędzy freeformem a UK hardcore, gdyż coraz więcej produkcji wykazuje typowe cechu obu tych gatunków. Wątpliwości takie pojawiają się głównie w przypadku utworów o rozbudowanym i "kwaśnym" brzmieniu, ale wykorzystujących pełne partie wokalne i mających prostą, UK hardcore'ową strukturę. Innym trudnym do sklasyfikowania przypadkiem są utwory surowe, bez zaakcentowanego refrenu czy wyraźnej linii melodycznej (np. część produkcji z wytwórni Thin'n'Crispy). Dla części fanów może to być argument za zniesieniem wszelkich podziałów między hardcore'owymi gatunkami, dla innych - bodziec do jeszcze bardziej szczegółowej kategoryzacji.